# Ledenjak Morteratsch
Ledenjak Morteratsch je ledenjak u istočnim Alpama, u Švicarskoj. Dugačak je oko 7 kilometara, s nadmorskom razlikom od 2 kilometra. Prekriva područje oko 16 kvadratnih kilometara. 
Od 1878. do 1998. ledenjak Morteratsch je kraći 1,8 kilometar ili svake godine je kraći za 17,2 metra. Od 1999. do 2005. topljenje se povećalo, tako da je izmjereno da je ledenjak 30 metara kraći svake godine.